# 11725 Victoriahsu
11725 Victoriahsu este un asteroid din centura principală de asteroizi.

## Descriere
11725 Victoriahsu este un asteroid din centura principală de asteroizi. A fost descoperit pe 21 aprilie 1998 la Socorro, New Mexico, în cadrul proiectului LINEAR. Asteroidul prezintă o orbită caracterizată de o semiaxă mare de 2,81 ua, o excentricitate de 0,05 și o înclinație de 2,0° în raport cu ecliptica.